# Lars Høgvold
Lars Høgvold, né le 11 septembre 1888 à Løten et mort 31 décembre 1963 à Lillehammer, est un coureur du combiné nordique et un sauteur à ski norvégien. Il remporte la médaille Holmenkollen en 1916.

## Biographie

### Famille
Il est l'oncle de Magnus Djupdræt (no).

### Carrière sportive
Il est membre du club de ski de Lillehammer.

### Carrière professionnelle
Il est l'un des fondateurs de la Birkebeinerrennet.

## Résultats

### Championnats du monde
| Épreuve / Édition | Épreuve / Édition | Lahti 1926 |
| ----------------- | ----------------- | ---------- |
| Combiné nordique  | Combiné nordique  | Abandon    |
| Saut à ski        | Saut à ski        | 6e         |

### Festival de ski d'Holmenkollen
- Il a terminé 3e en 1913 et 2e en 1916 de cette compétition en combiné nordique (no).

## Distinctions
- Il remporte la médaille Holmenkollen en 1916.